# Stellar Kart
Stellar Kart is een Amerikaanse christelijke poppunkband, oorspronkelijk uit Arizona.
Stellar Kart heeft vijf albums uitgebracht: All Gas. No Brake., We Can't Stand Sitting Down, Expect The Impossible, Everything is Different Now en All In. Dit laatste album werd uitgebracht op 27 augustus 2013. Hiernaast heeft de band een EP uitgebracht op 15 april 2014 waar covers op staan van muziek uit de film Frozen. 
Het eerste optreden van Stellar Kart in Nederland vond plaats op 8 juni 2007 in Zeewolde, een dag voor hun optreden tijdens de EO-Jongerendag op 9 juni 2007 te Arnhem. Ook in 2010 speelden ze daar. Na het einde van de Xnoizz Flevo Festival Scholentour van 18-20 maart 2008 met diverse concerten in middelbare scholen, gaf de band op 20 maart 2008 een concert in Tivoli (Oude Gracht).
Het laatste optreden van Stellar Kart in Nederland was op het Xnoizz Flevo Festival van 18 augustus tot 22 augustus 2010. Na het Flevofestival 2008 ging de band hun eerste optreden in Duitsland op het Revofest geven.

## Uitgebrachte Albums
- All Gas. No Brake. - uitgebracht: februari 2005
- We Can't Stand Sitting Down - uitgebracht: juli 2006
- Expect The Impossible - uitgebracht: februari 2008
- Everything is Different Now - uitgebracht: februari 2010
- All In - uitgebracht: 27 augustus 2013